# Torre Santa
La Torre Santa, ou Peña Santa de Castilla, est une montagne qui s'élève à 2 596 m d'altitude dans les pics d'Europe, dans la cordillère Cantabrique au nord-ouest de l'Espagne.
La première ascension connue a été faite par les Français Paul Labrouche, François Bernat-Salles et Vicente Marcos le 4 août 1892.